# Liste des évêques de Menongue
La liste des évêques de Menongue recense les noms des évêques qui se sont succédé sur le siège épiscopal de Menongue en Angola depuis la création du diocèse de Serpa Pinto le 10 août 1975 par détachement de ceux de Nova Lisboa et de Sá da Bandeira, ledit diocèse changeant de nom le 16 mai 1979 pour devenir diocèse de Monongue (Dioecesis Menonguensis). 

## Liste des évêques
- 10 août 1975-12 septembre 1986 : Francisco Viti, évêque de Serpa Pinto, puis de Menongue (16 mai 1979).
- 12 septembre 1986-3 mai 2004 : José de Queirós Alves
- 3 août 2005 - 12 mars 2018 : Mário Lucunde
- depuis le 19 mars 2019:  Leopoldo Ndakalako

## Sources
- Page du diocèse sur catholic-hierarchy.org